# Turritopsis
Genre
Synonymes
- Clavopsis Graeffe, 1883[1]
- Clavula Wright, 1859[1]
- Dendroclava Weismann, 1883[1]

Turritopsis est un genre de cnidaires hydrozoaires de la famille des Oceaniidae. L'une des espèces de cette famille est connue pour être capable de régénérer une colonie juvénile de polypes à partir du stade adulte.

## Description et caractéristiques
Les stades méduse de l'un de ces hydraires sont célèbres pour leurs capacités de régénération, un phénomène unique chez tous les métazoaires, d'après les connaissances actuellement disponibles,.

## Liste des espèces
Selon World Register of Marine Species (9 mars 2019) :
- Turritopsis dohrnii (Weissmann, 1883)
- Turritopsis lata Lendenfeld, 1885
- Turritopsis minor (Nutting, 1906)
- Turritopsis nutricula McCrady, 1857
- Turritopsis pacifica Maas, 1909
- Turritopsis pleurostoma (Péron & Lesueur, 1810)
- Turritopsis polycirrha (Keferstein, 1862)
- Turritopsis rubra (Farquhar, 1895)
- Turritopsis vacuolata (Xu & Huang, 2006)

## Publication originale
(en) John McCrady, « Description of Oceania (Turritopsis) nutricula nov. spec. and the embryological history of a singular medusan larva, found in the cavity of its bell », Proceedings of the Elliott Society of Natural History, Charleston, vol. 1,‎ 1857, p. 55-90 (lire en ligne, consulté le 9 mars 2019).